# Grammy Award al miglior album di un musical teatrale
Il Grammy Award al miglior album di un musical teatrale (Grammy Award for Best Musical Theater Album) è stato assegnato ogni anno a partire dal 1959.
Negli anni la qualifica del candidato è stata rivolta ai principali artisti, ai compositori o ai produttori. Dal 2012 la descrizione del premio afferma: "Premio per il principale interprete (o interpreti) e il produttore (o produttori) di almeno il 51% della durata della musica dell'album. Il paroliere (o parolieri) e compositore (o compositori) di nuovi brani sono eleggibili per il Premio se hanno scritto e/o composto almeno il 51% della durata della musica dell'album." Quindi questi ultimi non sono eleggibili quando l'album contiene per la maggior parte materiale precedentemente pubblicato (revival, jukebox musical, citazioni). Inoltre, sebbene non presente tra le candidature, dal 2001 è riconosciuto un Grammy agli ingegneri musicali dell'album vincente.

## Modifiche al nome
Il premio ha avuto diverse ma lievi modifiche al nome:
- 1959: Miglior album di un cast originale (Broadway o televisivo)
- 1960: Miglior album di uno spettacolo Broadway
- 1961: Miglior album di uno spettacolo (cast originale)
- 1962-1963: Miglior album di un cast originale di uno spettacolo
- 1964-1973: Migliore colonna sonora da un album di un cast originale di uno spettacolo
- 1974-1975: Migliore colonna sonora dall'album di un cast originale di uno spettacolo
- 1976-1986: Miglior album di un cast di uno spettacolo
- 1987-1991: Miglior album di un cast di uno spettacolo musical
- 1992-2011: Miglior album di uno spettacolo musical
- 2012-presente: Miglior album di un musical teatrale[1]

## Vincitori e candidati
In seguito sono elencati i vincitori del premio. I nomi che seguono il "punto e virgola" indicano i produttori, i nomi che seguono il secondo "punto e virgola" dopo il 2001 indicano gli ingegneri del suono:

### 1950
- 1959
  - The Music Man – Meredith Willson
  - Flower Drum Song – Richard Rodgers
  - The Music from Peter Gunn – Henry Mancini
  - Sound of Jazz, Seven Lively Arts – Count Basie, Billie Holiday e altri
  - Victory at Sea, Vol. 2 – RCA Victor Symphony

### 1960
- 1960
  - Gypsy – Ethel Merman
  - Redhead – Gwen Verdon
  - Ages of Man – John Gielgud
  - Once Upon a Mattress – Hal Hastings
  - A Party with Betty Comden and Adolph Green – Betty Comden e Adolph Green
- 1961
  - The Sound of Music – Oscar Hammerstein II e Richard Rodgers
  - Bye Bye Birdie – Charles Strouse e Lee Adams
  - Camelot – Alan Jay Lerner e Frederick Loewe
  - Fiorello! – Jerry Bock e Sheldon Harnick
  - The Unsinkable Molly Brown – Meredith Willson
- 1962
  - How to Succeed in Business Without Really Trying – Frank Loesser
  - Carnival! – Bob Merrill
  - Do-Re-Mi – Jule Styne, Betty Comden e Adolph Green
  - Milk and Honey – Jerry Herman
  - Wildcat – Cy Coleman e Carolyn Leigh
- 1963
  - No Strings – Richard Rodgers
  - Beyond the Fringe – Dudley Moore
  - A Funny Thing Happened on the Way to the Forum – Stephen Sondheim
  - Oliver! – Lionel Bart
  - Stop the World - I Want to Get Off – Leslie Bricusse, Anthony Newley
- 1964
  - She Loves Me – Jerry Bock e Sheldon Harnick
  - 110 in the Shade – Harvey Schmidt e Tom Jones
  - Jennie – Arthur Schwartz e Howard Dietz
  - Tovarich – Lee Pockriss, Anne Cromwell
- 1965
  - Funny Girl – Bob Merrill e Jule Styne
  - Fiddler on the Roof – Jerry Bock e Sheldon Harnick
  - High Spirits – Hugh Martin e Timothy Gray
  - Hello, Dolly! – Jerry Herman
  - What Makes Sammy Run? – Ervin Drake
- 1966
  - On a Clear Day You Can See Forever – Alan J. Lerner e Burton Lane
  - Bajour – Walter Marks
  - Baker Street – Marian Grudeff e Raymond Jessell
  - Do I Hear a Waltz? – Richard Rodgers e Stephen Sondheim
  - Half a Sixpence – David Heneker
- 1967
  - Mame – Jerry Herman
  - The Apple Tree – Jerry Bock e Sheldon Harnick
  - Man of La Mancha – Mitch Leigh e Joe Darion
  - Skyscraper – Jimmy Van Heusen e Sammy Cahn
  - Sweet Charity – Cy Coleman e Dorothy Fields
- 1968
  - Cabaret – John Kander e Fred Ebb
  - Hallelujah, Baby! – Jule Styne, Betty Comden e Adolph Green; Goddard Lieberson
  - I Do! I Do! – Harvey Schmidt e Tom Jones
  - Walking Happy – Sammy Cahn e Jimmy Van Heusen
  - You're a Good Man, Charlie Brown – Clark Gesner
- 1969
  - Hair – Galt MacDermot, Gerome Ragni e James Rado; Andy Wiswell
  - George M! – George M. Cohan
  - The Happy Time – Fred Ebb e John Kander
  - Jacques Brel Is Alive and Well and Living in Paris – Jacques Brel
  - Your Own Thing – Hal Hester e Danny Apolinar

### 1970
- 1970
  - Promises, Promises – Burt Bacharach e Hal David; Henry Jerome e Phil Ramone
  - 1776 – Sherman Edwards
  - Dames at Sea – George Haimsohn, Rubin Miller, Jim J. Wise
  - Oh! Calcutta! – Robert Dennis, Stanley Walden, Peter Schickele
  - Zorba – John Kander e Fred Ebb
- 1971
  - Company – Stephen Sondheim; Thomas Z. Shepard
  - Applause – Charles Strouse e Lee Adams
  - Coco – Alan Jay Lerner e André Previn
  - Joy – Oscar Brown, Jr., Jean Pace e Sivuca
  - Purlie – Gary Geld e Peter Udell
- 1972
  - Godspell – Stephen Schwartz
  - Follies – Stephen Sondheim
  - The Rothschilds – Jerry Bock e Sheldon Harnick
  - Touch – Kenn Long e Jim Crozier
  - Two by Two – Richard Rodgers e Martin Charnin
- 1973
  - Don't Bother Me, I Can't Cope – Micki Grant; Jerry Ragavoy
  - Ain't Supposed to Die a Natural Death– Melvin Van Peebles
  - Grease – Warren Casey e Jim Jacobs
  - Sugar – Jule Styne e Bob Merrill
  - Two Gentlemen of Verona – John Guare e Galt MacDermot
- 1974
  - A Little Night Music – Stephen Sondheim; Goddard Lieberson
  - Cyrano – Anthony Burgess e Michael J. Lewis
  - The Man from the East – Stomu Yamashita
  - Pippin – Stephen Schwartz
  - Seesaw – Cy Coleman e Dorothy Fields
- 1975
  - Raisin – Judd Woldin e Robert Brittan;  Thomas Z. Shepard
  - Let My People Come – Earl Wilson Jr.; Phil Oesterman
  - Over Here! – Richard M. Shermane Robert B. Sherman
  - The Magic Show – Stephen Schwartz
  - The Rocky Horror Show – Richard O'Brien
- 1976
  - The Wiz – Charlie Smalls; Jerry Wexler
  - Chicago – John Kander e Fred Ebb
  - A Chorus Line – Marvin Hamlisch
  - A Little Night Music– Stephen Sondheim
  - Shenandoah – Gary Geld e Peter Udell
- 1977
  - Bubbling Brown Sugar – Hugo Peretti e Luigi Creatore
  - My Fair Lady
  - Pacific Overtures
  - Rex
  - Side by Side by Sondheim – Stephen Sondheim
- 1978
  - Annie – Charles Strouse e Martin Charnin; Charles Strouse e Larry Morton
  - Guys and Dolls
  - I Love My Wife
  - Starting Here, Starting Now
  - Your Arms Too Short to Box with God
- 1979
  - Ain't Misbehavin' – Thomas Z. Shepard
  - Beatlemania
  - The BestAin't Misbehavin' Little Whorehouse in Texas
  - The King and I
  - On the Twentieth Century

### 1980
- 1980
  - Sweeney Todd – Stephen Sondheim; Thomas Z. Shepard
  - Ballroom
  - The Grand Tour
  - I'm Getting My Act Together and Taking It on the Road
  - They're Playing Our Song
- 1981
  - Evita – Andrew Lloyd Webber e Tim Rice
  - Barnum
  - A Day in Hollywood / A Night in the Ukraine
  - Oklahoma!
  - One Mo' Time
- 1982
  - Lena Horne: The Lady and Her Music – Quincy Jones
  - 42nd Street
  - The Pirates of Penzance
  - Sophisticated Ladies
  - Woman of the Year
- 1983
  - Dreamgirls
  - Cats (Original London Cast Recording) – Andrew Lloyd Webber e T. S. Eliot
  - Joseph and the Amazing Technicolor Dreamboat
  - Merrily We Roll Along
  - Nine
- 1984
  - Cats (Original Broadway Cast Recording) – Andrew Lloyd Webber
  - La Cage aux Folles
  - La piccola bottega degli orrori
  - On Your Toes
  - Zorba
- 1985
  - Sunday in the Park with George – Stephen Sondheim; Thomas Z. Shepard
  - Doonesbury
  - My One and Only
  - A Stephen Sondheim Evening
  - Sugar Babies
- 1986
  - West Side Story – John McClure
  - Big River: The Adventures of Huckleberry Finn
  - Leader of the Pack
  - The Tap Dance Kid
  - Very Warm for May
- 1987
  - Follies in Concert – Thomas Z. Shepard
  - Me and My Girl
  - The Mystery of Edwin Drood
  - Song and Dance
  - Sweet Charity
- 1988
  - Les Misérables (Original Broadway Cast Recording) – Claude-Michel Schönberg e Herbert Kretzmer; Alain Boublil e Claude-Michel Schonberg
  - Me and My Girl
  - My Fair Lady
  - The Phantom of the Opera
  - South Pacific
- 1989
  - Into the Woods – Stephen Sondheim; Jay David Saks
  - Anything Goes
  - Chess
  - Of Thee I Sing/Let 'Em Eat Cake
  - Show Boat

### 1990
- 1990
  - Jerome Robbins' Broadway – Jay David Saks
  - Aspects of Love
  - Broadway the Hard Way – Frank Zappa
  - Sarafina!
  - Pacific Overtures
- 1991
  - Les Misérables: The Complete Symphonic Recording – David Caddick
  - Anything Goes
  - Black and Blue
  - City of Angels
  - Gypsy
- 1992
  - The Will Rogers Follies – Cy Coleman, Betty Comden e Adolph Green; Mike Berniker
  - Assassins
  - Into the Woods
  - Kiss Me, Kate
  - The Music Man
- 1993
  - Guys and Dolls - The New Broadway Cast Recording – Jay David Saks
  - Crazy for You
  - Jelly's Last Jam
  - The King and I
  - The Secret Garden
- 1994
  - The Who's Tommy – Pete Townshend; George Martin
  - On the Town
  - Joseph and the Amazing Technicolor Dreamcoat
  - Kiss of the Spider Woman
  - Sondheim: A Celebration at Carnegie Hall
- 1995
  - Passion – Stephen Sondheim; Phil Ramone
  - Beauty and the Beast
  - Carousel
  - Crazy for You
  - Sunset Boulevard
- 1996
  - Smokey Joe's Cafe: The Songs of Leiber and Stoller – Arif Mardin, Jerry Leiber e Mike Stoller
  - Anyone Can Whistle: Live at Carnegie Hall
  - Hello, Dolly!
  - How to Succeed in Business Without Really Trying
  - Kiss of the Spider Woman
- 1997
  - Riverdance – Bill Whelan
  - Bring in 'da Noise, Bring in 'da Funk
  - A Funny Thing Happened on the Way to the Forum (1996 Broadway Cast)
  - Rent
  - Victor/Victoria
- 1998
  - Chicago (1996 Broadway Revival Cast) – Jay David Saks
  - Jekyll and Hyde – Karl Richardson e Frank Wildhorn
  - The Life – Cy Coleman e Ira Gasman; Mike Berniker
  - Ragtime (1996 Concept Album) – Stephen Flaherty e Lynn Ahrens; Jay David Saks
  - Titanic – Maury Yeston; Tommy Krasker e Maury Yeston
- 1999
  - The Lion King – Mark Mancina
  - Cabaret (New Broadway Cast) – Jay David Saks
  - Chicago (1998 London Cast) – Thomas Z. Shepard
  - Ragtime (1998 Original Broadway Cast) – Jay David Saks
  - The Wizard of Oz (1998 Cast Recording) – Robert Sher

### 2000
- 2000
  - Annie Get Your Gun (The New Broadway Cast) – John McDaniel e Stephen Ferrera
  - Footloose – Tommy Krasker e Tom Snow
  - Fosse – Jay David Saks
  - Hedwig and the Angry Inch (Original Cast) – Stephen Trask; Brad Wood
  - You're a Good Man, Charlie Brown (The New Broadway Cast) – Andrew Lippa
- 2001
  - Elton John and Tim Rice's Aida – Elton John e Tim Rice; Chris Montan, Frank Filipetti, Guy Babylon e Paul Bogaev; Frank Filipetti
  - Kiss Me, Kate (New Broadway Cast) – Hugh Fordin, Paul Gemignani e Don Sebesky
  - The Music Man (New Broadway Cast) – Hugh Fordin
  - Swing! – Steven Epstein
  - The Wild Party – John LaChiusa; Phil Ramone
- 2002
  - The Producers – Mel Brooks; Hugh Fording; Cynthia Daniels
  - The Full Monty: The Broadway Musical – David Yazbek; Billy Straus, David Yazbek e Ted Sperling
  - Mamma Mia! The Musical – Benny Andersson e Bjorn Ulvaeus; Nicholas Gilpin e Martin Koch
  - Seussical the Musical – Stephen Flaherty, Lynn Aherns e Dr. Seuss; Phil Ramone
  - Sweeney Todd: Live at the New York Philharmonic – Stephen Sondheim; Tommy Krasker e Lawrence L. Rock
- 2003
  - Hairspray – Marc Shaiman e Scott Wittman; Pete Karam
  - Elaine Stritch at Liberty – Hugh Fordin
  - Guys and Dolls (50th Anniversary Cast) – Hugh Fordin
  - Into the Woods (2002 Broadway Revival Cast) – Steven Epstein
  - Thoroughly Modern Millie – Jeanine Tesori e Dick Scanlan; Jay David Saks
- 2004
  - Gypsy: A Musical Fable – Jay David Saks; Ken Hahn, Todd Whitelock e Tom Lazarus
  - Flower Drum Song
  - Man of La Mancha
  - Movin' Out
  - Nine
- 2005
  - Wicked – Stephen Schwartz; Frank Filipetti
  - Assassins
  - Avenue Q: The Musical
  - The Boy from Oz
  - Wonderful Town
- 2006
  - Monty Python's Spamalot – John Du Prez e Eric Idle; Frank Filipetti
  - Dirty Rotten Scoundrels
  - Hair
  - The Light in the Piazza
  - The 25th Annual Putnam County Spelling Bee
- 2007
  - Jersey Boys – Robert Gaudio; Pete Karam
  - The Color Purple
  - The Drowsy Chaperone
  - The Pajama Game
  - Sweeney Todd
- 2008
  - Spring Awakening – Duncan Sheik e Steven Sater; Michael Tudor
  - A Chorus Line
  - Company
  - Grey Gardens
  - West Side Story
- 2009
  - In the Heights – Lin-Manuel Miranda; Alex Lacamoire, Andres Levin, Bill Sherman, Joel W. Moss e Kurt Deutsch; Joel W. Moss e Tim Latham
  - Gypsy
  - The Little Mermaid
  - South Pacific
  - Young Frankenstein: The Musical

### 2010
- 2010
  - West Side Story – David Caddick e David Lai; Todd Whitelock
  - Ain't Misbehavin'
  - Hair
  - 9 to 5: The Musical
  - Shrek The Musical
- 2011
  - American Idiot (Featuring Green Day) – Billie Joe Armstrong; Chris Dugan e Chris Lord-Alge
  - Fela! – Robert Sher
  - A Little Night Music – Tommy Krasker
  - Promises, Promises – David Caddick e David Lai
  - Sondheim on Sondheim – Philip Chaffin e Tommy Krasker
- 2012
  - The Book of Mormon – Andrew Rannells e Josh Gad; Trey Parker, Robert Lopez e Matt Stone; Anne Garefino, Scott Rudin e Stephen Oremus; Frank Filipetti
  - Anything Goes (New Broadway Cast Recording) – Sutton Foster e Joel Grey; Rob Fisher, James Lowe e Joel Moss
  - How to Succeed in Business Without Really Trying (2011 Broadway Cast) – John Larroquette e Daniel Radcliffe; Robert Sher
- 2013
  - Once: A New Musical – Steve Kazee e Cristin Milioti; Steven Epstein e Martin Lowe; Richard King
  - Follies – Danny Burstein, Jan Maxwell, Elaine Paige, Bernadette Peters e Ron Raines; Philip Chaffin e Tommy Krasker
  - The Gershwins' Porgy e Bess – David Alan Grier, Norm Lewis e Audra McDonald; Tommy Krasker
  - Newsies – Jeremy Jordan e Kara Lindsay; Frank Filipetti, Michael Kosarin, Alan Menken e Chris Montan
  - Nice Work If You Can Get It – Matthew Broderick e Kelli O'Hara; David Chase, Bill Elliott e Robert Sher
- 2014
  - Kinky Boots – Billy Porter e Stark Sands; Cyndi Lauper; Sammy James, Jr., Stephen Oremus e William Wittman; Derik Lee
  - Matilda: The Musical – Bertie Carvel, Sophia Gennusa, Oona Laurence, Bailey Ryon, Milly Shapiro e Lauren Ward; Tim Minchin; Michael Croiter, Van Dean e Chris Nightingale
  - Motown: The Musical – Brandon Victor Dixon e Valisia Lakae; Frank Filipetti e Ethan Popp
- 2015
  - Beautiful: The Carole King Musical – Jessie Mueller; Jason Howland, Steve Sidwell e Billy Jay Stein
  - Aladdin – James Monroe Iglehart, Adam Jacobs e Courtney Reed; Frank Filipetti, Michael Kosarin, Alan Menken e Chris Montan
  - A Gentleman's Guide to Love and Murder – Jefferson Mays e Bryce Pinkham; Kurt Deutsch e Joel W. Moss,; Steven Lutvak; Robert L. Freedman
  - Hedwig and the Angry Inch – Lena Hall e Neil Patrick Harris; Justin Craig, Tim O'Heir e Stephen Trask
  - West Side Story – Cheyenne Jacksone Alexandra Silber; Michael Tilson Thomas e Jack Vad
- 2016
  - Hamilton – Daveed Diggs, Renée Elise Goldsberry, Jonathan Groff, Christopher Jackson, Jasmine Cephas Jones, Lin-Manuel Miranda, Leslie Odom, Jr., Okieriete Onaodowan, Anthony Ramos e Phillipa Soo; Alex Lacamoire, Bill Sherman, Ahmir Thompson e Tarik Trotter
  - An American in Paris – Leanne Cope, Max von Essen, Robert Fairchild, Jill Paice e Brandon Uranowitz; Rob Fisher e Scott Lehrer
  - Fun Home – Michael Cerveris, Judy Kuhn, Sydney Lucas, Beth Malone e Emily Skeggs; Philip Chaffin e Tommy Krasker
  - The King and I – Ruthie Ann Miles, Kelli O'Hara, Ashley Park, Conrad Ricamora e Ken Watanabe; David Lai e Ted Sperling
  - Something Rotten! – Heidi Blickenstaff, Christian Borle, John Cariani, Brian d'Arcy James, Brad Oscar e Kate Reinders; Kurt Deutsch, Karey Kirkpatrick, Wayne Kirkpatrick, Lawrence Manchester, Kevin McCollum e Phil Reno
- 2017
  - The Color Purple – Danielle Brooks, Cynthia Erivo e Jennifer Hudson; Stephen Bray, Van Dean, Frank Filipetti, Roy Furman, Joan Raffe, Scott Sanders e Jhett Tolentino; Stephen Bray, Brenda Russell e Allee Willis
  - Bright Star – Carmen Cusack; Jay Alix, Peter Asher e Una Jackman; Steve Martin; Edie Brickell
  - Fiddler on the Roof – Danny Burstein; Louise Gund, David Lai e Ted Sperling; Jerry Bock; Sheldon Harnick
  - Kinky Boots – Killian Donnelly e Matt Henry; Sammy James, Jr., Cyndi Lauper, Stephen Oremus e William Wittman; Cyndi Lauper
  - Waitress – Jessie Mueller; Neal Avron, Sara Bareilles e Nadia DiGiallonardo; Sara Bareilles
- 2018
  - Dear Evan Hansen - Laura Dreyfuss, Mike Faist, Rachel Bay Jones, Kristolyn Lloyd, Michael Park, Ben Platt, Will Roland & Jennifer Laura Thompson (solisti); Pasek e Paul (compositore/autore); Pete Ganbarg, Alex Lacamoire, Stacey Mindich, Benj Pasek e Justin Paul (produttori); eseguto dal cast originale di Broadway
  - Come from Away – Ian Eisendrath, August Eriksmoen, David Hein, David Lai & Irene Sankoff, (produttori); David Hein & Irene Sankoff (compositori/autori); eseguto dal cast originale di Broadway
  - Hello, Dolly! – Bette Midler (solista); Steven Epstein (produttore); eseguto dal cast originale del 2017
- 2019
  - The Band's Visit - Etai Benson, Adam Kantor, Katrina Lenk e Ari'el Stachel (solisti); David Yazbek (compositore/autore); Dean Sharenow and David Yazbek (produttori); eseguto dal cast originale di Broadway
  - Carousel – Renée Fleming, Alexander Gemignani, Joshua Henry, Lindsay Mendez & Jessie Mueller (solisti); Steven Epstein (producer); eseguto dal cast di Broadway del 2018
  - Jesus Christ Superstar Live in Concert (Original Soundtrack of the NBC Television Event) – Sara Bareilles, Alice Cooper, Ben Daniels, Brandon Victor Dixon, Erik Grönwall, Jin Ha, John Legend, Norm Lewis e Jason Tam (solisti); Harvey Mason Jr. (produttore)
  - My Fair Lady– Lauren Ambrose, Norbert Leo Butz & Harry Hadden-Paton (solisti); André Bishop, Van Dean, Hattie K. Jutagir, David Lai, Adam Siegel e Ted Sperling (produttori); eseguto dal cast di Broadway del 2018
  - Once on This Island – Phillip Boykin, Merle Dandridge, Quentin Earl Darrington, Hailey Kilgore, Kenita R. Miller, Alex Newell, Isaac Cole Powell e Lea Salonga (solisti); Lynn Ahrens, Hunter Arnold, Ken Davenport, Stephen Flaherty e Elliot Scheiner (produttori); eseguto dal cast di Broadway del 2017

### 2020
- 2020
  - Hadestown – Reeve Carney, André De Shields, Amber Gray, Eva Noblezada e Patrick Page (solisti); Anaïs Mitchell (compositore/autore); Mara Isaacs, David Lai, Anaïs Mitchell e Todd Sickafoose (produttori); eseguto dal cast originale di Broadway
  - Ain't Too Proud: The Life And Times Of The Temptations – Saint Aubyn, Derrick Baskin, James Harkness, Jawan M. Jackson, Jeremy Pope e Ephraim Sykes (solisti); Scott M. Riesett (produttore); eseguto dal cast originale di Broadway
  - Moulin Rouge! The Musical – Danny Burstein, Tam Mutu, Sahr Ngaujah, Karen Olivo e Aaron Tveit (solisti); Justin Levine, Baz Luhrmann, Matt Stine e Alex Timbers (produttori); eseguto dal cast originale di Broadway
  - The Music Of Harry Potter And The Cursed Child - In Four Contemporary Suites  – Imogen Heap (produttore); Imogen Heap (compositore)
  - Oklahoma! – Damon Daunno, Rebecca Naomi Jones, Ali Stroker, Mary Testa e Patrick Vaill (solisti); Daniel Kluger e Dean Sharenow (produttori); eseguto dal cast di Broadway del 2019
- 2021
  - Jagged Little Pill – Kathryn Gallagher, Celia Rose Gooding, Lauren Patten e Elizabeth Stanley (solisti); Glen Ballard e Alanis Morissette (autori); Neal Avron, Pete Ganbarg, Tom Kitt, Michael Parker, Craig Rossen e Vivek J. Tiwary (produttori); eseguto dal cast originale di Broadway
  - Amélie– Audrey Brisson, Chris Jared, Caolan McCarthy e Jez Unwin (solisti); Michael Fentiman, Sean Patrick Flahaven, Barnaby Race e Nathan Tysen (produttori); Nathan Tysen (autore); Daniel Messé (compositore/autore); eseguto dal cast di Londra
  - American Utopia on Broadway – David Byrne (solista/produttore/compositore/autore)
  - Little Shop of Horrors – Tammy Blanchard, Jonathan Groff e Tom Alan Robbins (solisti); Will Van Dyke, Michael Mayer, Alan Menken e Frank Wolf (produttori); eseguto dal nuovo cast off-Broadway
  - The Prince of Egypt – Christine Allado, Luke Brady, Alexia Khadime e Liam Tamne (solisti); Dominick Amendum e Stephen Schwartz (produttori); Stephen Schwartz (compositore/autore); eseguto dal cast originale di Broadway
  - Soft Power– Francis Jue, Austin Ku, Alyse Alan Louis e Conrad Ricamora (solisti); Matt Stine (produttore); David Henry Hwang (autore); Jeanine Tesori (compositore/autore); eseguto dal cast originale di Broadway
- 2022
  - The Unofficial Bridgerton Musical – Emily Bear (produttore); Abigail Barlow e Emily Bear (compositore/autori)
  - Andrew Lloyd Webber's Cinderella – Carrie Hope Fletcher, Ivano Turco, Victoria Hamilton-Barritt e Helen George (solisti); Andrew Lloyd Webber, Nick Lloyd Webber e Greg Wells (produttori); Andrew Lloyd Webber e David Zippel (compositori/autori); eseguto dal cast originale
  - Burt Bacharach and Steven Sater's Some Lovers – Burt Bacharach, Michael Croiter, Ben Hartman, Cody Lassen e Steven Sater (produttori); Burt Bacharach (compositore); Steven Sater, autore; eseguto dal cast originale
  - Girl from the North Country –  Simon Hale, Conor McPherson e Dean Sharenow (produttori); (Bob Dylan, compositore/autore); eseguto dal cast originale di Broadway
  - Les Misérables: The Staged Concert (The Sensational 2020 Live Recording) – Michael Ball, Alfie Boe, Carrie Hope Fletcher e Matt Lucas (solisti); Cameron Mackintosh, Lee McCutcheon e Stephen Metcalfe (produttori); Claude-Michel Schönberg (compositore); Alain Boublil, John Caird, Herbert Kretzmer, Jean-Marc Natel e Trevor Nunn (autori)
  - Stephen Schwartz's Snapshots – Daniel Levine, Michael J. Moritz Jr., Bryan Perri e Stephen Schwartz (produttori); Stephen Schwartz (compositore/autore); eseguto dal cast originale
- 2023
  - Into the Woods – Sara Bareilles, Brian d'Arcy James, Patina Miller e Phillipa Soo (solisti); Rob Berman e Sean Patrick Flahaven (produttori); eseguto dal cast di Broadway del 2022
  - Mr. Saturday Night – Shoshana Bean, Billy Crystal, Randy Graff e David Paymer (vocalists); Jason Robert Brown, Sean Patrick Flahaven e Jeffrey Lesser (produttori); Jason Robert Brown (compositore): Amanda Green (autore); eseguto dal cast originale di Broadway
  - Caroline, or Change – John Cariani, Sharon D. Clarke, Caissie Levy e Samantha Williams (principal vocalists); Van Dean, Nigel Lilley, Lawrence Manchester, Elliot Scheiner e Jeanine Tesori (produttori); Jeanine Tesori (compositore); Tony Kushner (autore); eseguto dal nuovo cast di Broadway
  - MJ the Musical – Myles Frost e Tavon Olds-Sample (vocalists); David Holcenberg, Derik Lee e Jason Michael Webb (produttori); eseguto dal cast originale di Broadway
  - Six: Live on Opening Night – Joe Beighton, Tom Curran, Sam Featherstone, Paul Gatehouse, Toby Marlow e Lucy Moss (produttori); Toby Marlow e Lucy Moss (compositori/autori); eseguto dal cast originale di Broadway
  - A Strange Loop – Jaquel Spivey (vocalist); Michael Croiter, Michael R. Jackson, Charlie Rosen e Rona Siddiqui (produttori); Michael R. Jackson (compositore/autore); eseguto dal cast originale di Broadway
- 2024[3][4]
  - Some Like It Hot – Christian Borle, J. Harrison Ghee, Adrianna Hicks e NaTasha Yvette Williams, vocalist; Mary-Mitchell Campbell, Bryan Carter, Scott M. Riesett, Charlie Rosen e Marc Shaiman, produttori; Scott Wittman, autore; Marc Shaiman, compositore e autore; eseguto dal cast originale di Broadway
  - Kimberly Akimbo – John Clancy, David Stone e Jeanine Tesori, produttori; Jeanine Tesori, compositore; David Lindsay-Abaire, autore; eseguto dal cast originale di Broadway
  - Parade – Micaela Diamond, Alex Joseph Grayson, Jake Pedersen e Ben Platt, vocalist; Jason Robert Brown e Jeffrey Lesser, produttori; Jason Robert Brown, compositore e autore; eseguto dal cast di Broadway 2023
  - Shucked – Brandy Clark, Jason Howland, Shane McAnally e Billy Jay Stein, produttori; Brandy Clark e Shane McAnally, compositori e autori; eseguto dal cast originale di Broadway
  - Sweeney Todd: The Demon Barber of Fleet Street – Annaleigh Ashford e Josh Groban, vocalist; Thomas Kail e Alex Lacamoire, produttori; Stephen Sondheim, compositore e autore; eseguto dal cast di Broadway 2023

- 2025[5]
  - Hell's Kitchen – Shoshana Bean, Brandon Victor Dixon, Kecia Lewis e Maleah Joi Moon, vocalist principali; Adam Blackstone, Alicia Keys e Tom Kitt, produttori; Alicia Keys, compositore e autore; eseguito dal cast originale di Broadway
  - Merrily We Roll Along – Jonathan Groff, Lindsay Mendez e Daniel Radcliffe, vocalist principali; David Caddick, Joel Fram, Maria Friedman & David Lai, produttori; Stephen Sondheim, compositore e autore; eseguito dal cast di Broadway
  - The Notebook – John Clancy, Carmel Dean, Kurt Deutsch, Derik Lee, Kevin McCollum e Ingrid Michaelson, produttori; Ingrid Michaelson, compositore e autore; eseguito dal cast originale di Broadway
  - The Outsiders – Joshua Boone, Brent Comer, Brody Grant e Sky Lakota-Lynch, vocalist principali; Zach Chance, Jonathan Clay, Matt Hinkley, Justin Levine e Lawrence Manchester, produttori; Zach Chance, Jonathan Clay e Justin Levine, compositori e autori; eseguito dal cast originale di Broadway
  - Suffs – Andrea Grody, Dean Sharenow e Shaina Taub, produttori; Shaina Taub, compositore e autore; eseguito dal cast originale di Broadway
  - The Wiz – Wayne Brady, Deborah Cox, Nichelle Lewis e Avery Wilson, vocalist principali; Joseph Joubert, Allen René Louis e Lawrence Manchester, produttori; Charlie Smalls, compositore e autore; reinterpetazione del cast di Broadway 2024